# Gare de Baltazar Fidélis
La gare de Baltazar Fidélis (en portugais Estação Baltazar Fidélis) est une gare ferroviaire de la ligne 7 (Rubis) de la Companhia Paulista de Trens Metropolitanos (CTPM). Elle est située avenue Gales dans la municipalité de Franco da Rocha à São Paulo, au Brésil.

## Situation ferroviaire

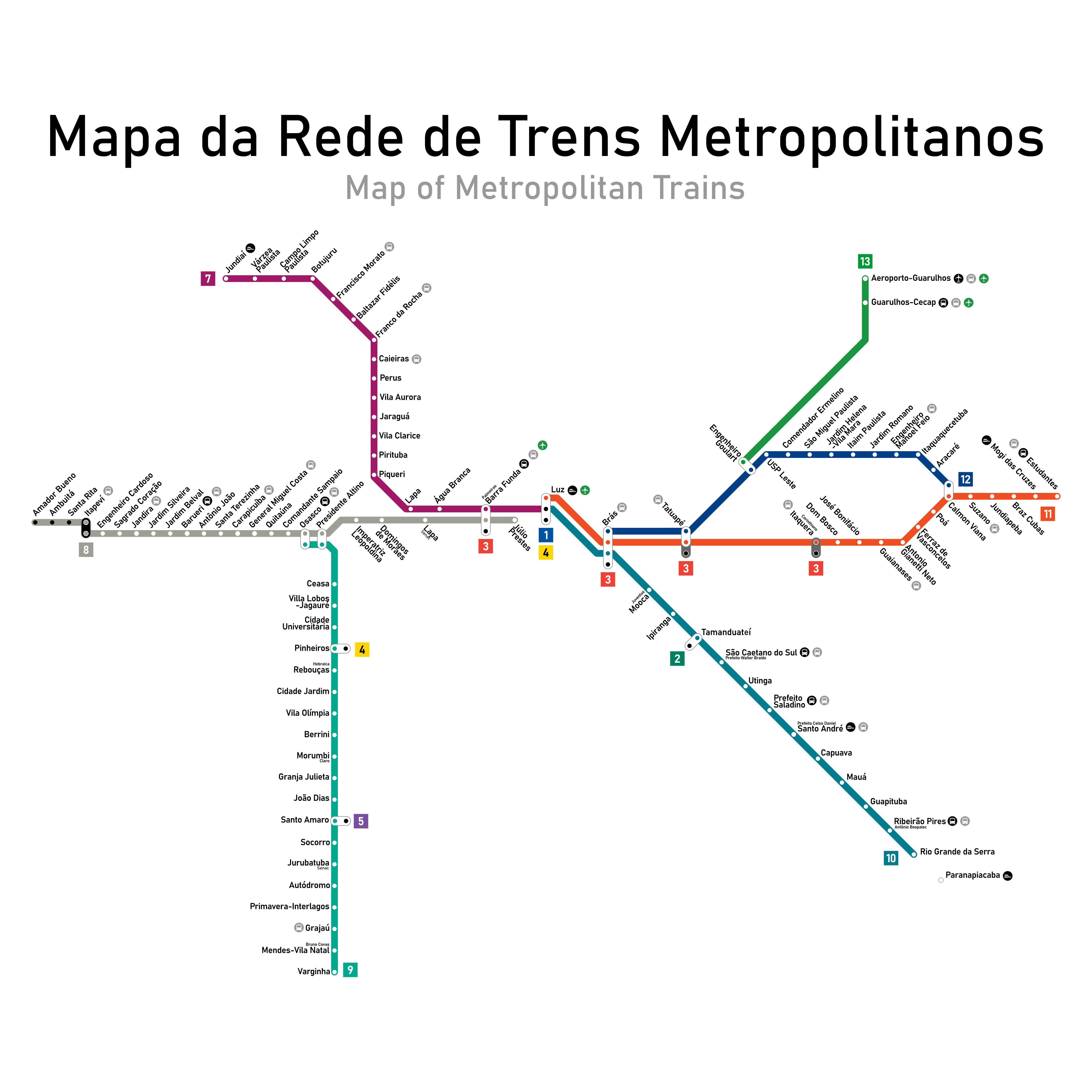
Plan des lignes de la CPTM (2020).

Établie à 723 mètres d'altitude, la gare de Baltazar Fidélis est située sur la ligne 7 (Rubis) de la Companhia Paulista de Trens Metropolitanos (CTPM), entre la gare de Franco da Rocha, en direction de la gare terminus de Brás, et la gare de Francisco Morato, en direction de la gare terminus de Jundiaí. 